# Sinaloastorsvala
Sinaloastorsvala (Progne sinaloae) är en fågel i familjen svalor inom ordningen tättingar. Den är endemisk för Mexiko där den häckar i bergskedjan Sierra Madre Occidental, men dess övervintringsområde är helt okänt. Arten är fåtalig och minskar i antal, så pass att den är upptagen på IUCN:s röda lista för hotade arter, listad som sårbar.

## Utseende och läten
Sinaloastorsvalan är som namnet avslöjar en relativt stor svala, med en kroppslängd på 17–18,5 cm. Hanen är glansigt stålblå med vitt på nedre delen av bröstet och undre stjärttäckarna. Honan har ett liknande mönster, men är mer färglös med gråbrunt på strupen, övre delen av bröstet och huvudsidorna. Lätena tros vara lika andra storsvalor.
Arten är i stort sett idenstisk med karibstorsvalan (Progne dominicensis). Möjligen är den något mindre med bredare vitt område på buken hos hanen. Honan är även mycket lik gråbröstad storsvala (P. chalybea) och blå storsvala (P. subis). Sinaloastorsvalan är dock mörkare på strupen och övre delen av bröstet, mer kontrasterande mellan mörkt bröst och vit buk samt rent vitt på buk och undre stjärttäckare, ej fint sotstreckade. Hona blå storsvala skiljer sig ytterligare genom ljusare grått på panna och i en halskrage samt större storlek.

## Utbredning och systematik
Fågeln häckar i Sierra Madre Occidental i västra Mexiko, från nordöstra Sonora söderut till Jalisco och Michoacán. Dess vinterkvarter är dock helt okända. Den behandlas som monotypisk, det vill säga att den inte delas in i några underarter.
Arten har tidigare behandlats som underart till blå storsvala tillsammans med karibstorsvalan och kubastorsvala (P. cryptoleuca), tillsammans med de två senare som en egen art eller enbart tillsammans med karibstorsvalan. Genetiska studier av både mitokondrie- och kärn-DNA visar att sinaloastorsvalan dock istället är systerart till centralamerikanska populationen av gråbröstad storsvala.

## Levnadssätt
Sinaloastorsvalan hittas i rena tallskogar eller i blandskogar med tall och ek i halvöppen bergsterräng upp till 2000 meters höjd. Födan är okänd, men den antas vara insektsätare på samma sätt som andra storsvalor. Fågeln är närvarande på häckplatserna från mars till augusti, där den häckar i små kolonier.

## Status och hot
Sinaloastorsvalan har en liten världspopulation bestående av uppskattningsvis endast 2 500–10 000 vuxna individer. Den tros också minska i antal till följd av habitatförlust. Fågeln är därför upptagen på internationella naturvårdsunionen IUCN:s röda lista över hotade arter, kategoriserad som sårbar (VU).